# Herkules i Omfale (obraz Lucasa Cranacha starszego)
Herkules i Omfale – obraz olejny autorstwa niemieckiego malarza renesansowego Lucasa Cranacha starszego.

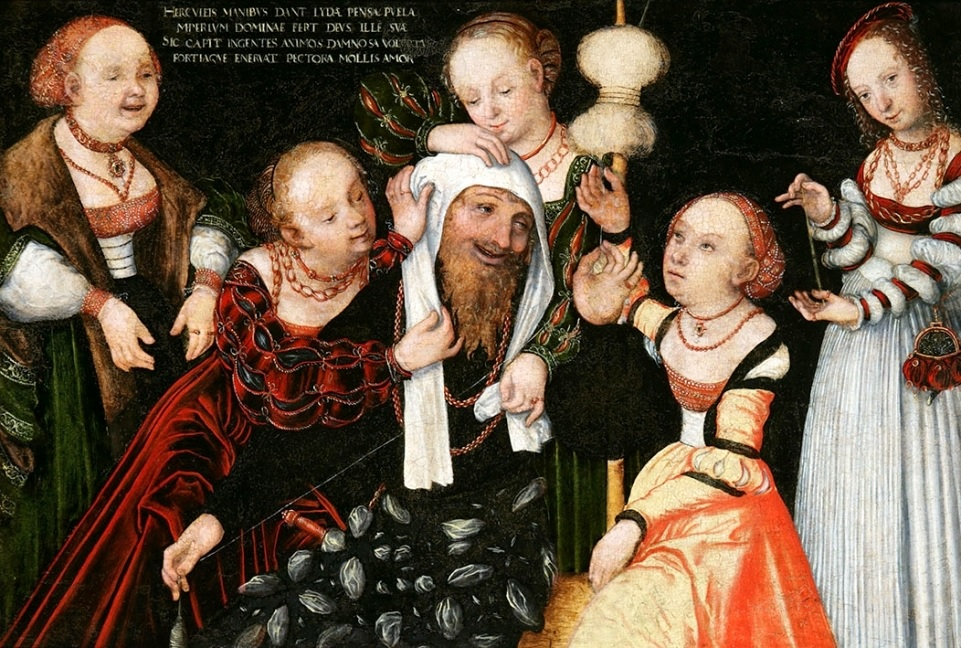
Herkules i Omfale wersja z 1537 roku znajdująca się w zbiorach Muzeum Narodowego w Poznaniu (obecnie na Zamku Czartoryskich w Gołuchowie)

Temat obrazu został zaczerpnięty z Heroid Owidiusza. Porusza jeden z wątków zaślepiającej miłości Herkulesa do Omfale.

## Opis obrazu
Bohater siedzi pośrodku otoczony trzema niewiastami wyglądającymi na damy dworu, które adorują go. Dwie kobiety poprawiają jego kobiece nakrycie głowy (na dworze Omfale służba musiała ubierać się w strój kobiecy). Trzecia przytrzymuje nić, którą Herkules zwija swoimi niezdarnymi palcami. Wszystkie damy z zachwytem wpatrują się w herosa, gdy ten z uwielbieniem spogląda na królową Omfale, stojącą nieco z boku. W lewej ręce trzyma gotową szpulę nici. U góry obrazu znajduje się łacińska inskrypcja wyjaśniająca temat dzieła: 

Lidyjskie panny wręczają Herkulesowi jego dzienną porcję przędzy, on zaś, choć równy bogom, ulega woli swojej pani. Tak oto żądza triumfuje nad bystrym umysłem, zaś płocha miłość ograbia mężczyznę z jego sił.

Cranach namalował kilka wersji tej opowieści. Kompozycja na każdej jest taka sama, jedynie w miejsce wiszących z lewej strony przepiórek symbolizujących zmysłowość, wprowadza piątą postać kobiety. Na wszystkich, motywem przewodnim jest mężczyzna tracący głowę i poddający się władzy kobiety.